# Acymatopus minor
Acymatopus minor är en tvåvingeart som beskrevs av Sadao Takagi 1965. Acymatopus minor ingår i släktet Acymatopus och familjen styltflugor. Inga underarter finns listade i Catalogue of Life.